# Хоппнер (река)
Хоппнер (англ. Hoppner River) — река на севере материковой части Канады (в зоне, ранее известной как «Земля Волластона»), впадающая в пролив Долфин-энд-Юнион. Находится в провинции Нунавут, Канада (регион Китикмеот, 104,3 мили от деревни Куглуктук). На реке возможна рыбалка. В районе Хоппнера часто встречаются нырковые утки морянки (Clangula hyemalis).
Название реки — один из нескольких топонимов, образованных от имени офицера Королевского флота Великобритании и исследователя Арктики Генри Паркинса Хоппнера, который наносил данный регион на карту во время Первой, Второй и Третьей Арктических экспедиций Вильяма Эдварда Парри.